# Querubín caído del Edén

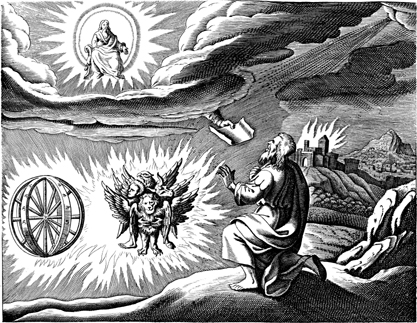
Ezequiel comenta en su libro que tuvo visiones de querubines.

El querubín caído del Edén es un personaje mencionado en el Libro de Ezequiel 28, 1-19.
El profeta Ezequiel se dirige al rey de Tiro y le profetiza su caída. Este rey fue posiblemente Itobaal III, quien reinó entre el 591 y el 573 a. C., y ―de acuerdo con la lista de reyes de la ciudad de Tiro, escrita por Flavio Josefo― fue contemporáneo de Ezequiel en el momento de la primera caída de Jerusalén.
Algunas interpretaciones cristianas sugieren que el texto cuenta de forma metafórica, oculta, la historia del origen de Satanás, quien se corrompió y fue echado del Edén.
Otros afirman que se trata en cambio de un lenguaje alegórico y sarcástico, para execrar al rey de Tiro, comparándolo con Helel, deidad cananea representada por el lucero de la mañana￼. En este sentido se asocia a Helel erróneamente con Satanás a causa de la traducción del original al latín, en la Vulgata de San Jerónimo, que reemplaza "Helel" por "Luxfero" (o sea, "Lucero"), símil latino del dios cananeo.
(El nombre “Lucifer” está compuesto del latín Lux y Fero)
De la revisión de la Concordia Strong se verifica que la palabra querubin aparece 73 veces en la Biblia, de ellas en el libro de Ezequiel aparece 24 veces, pero nótese que jamás se hace alusión a hombre alguno en las 73 veces, pero algunos comentaristas quieren forzar de forma errónea 2 versículos en el Libro del Profeta Ezequiel capítulo 28 versículos 24 y 26 para que tenga relación al hombre en este caso se pretende afirmar que se refiere al rey de Tiro y otros piensan que se refiere a Adán antes de la caída en Edén, por otra parte muchos comentaristas bíblicos sostienen que en el Libro del Profeta Ezequiel capítulo 28 versículos 24 y 26 la palabra querubín hace referencia al diablo quien pretendió ser igual a DIOS EL SER SUPREMO.